# إبراهيم لاما
إبراهيم لاما (1904 - 14 مايو 1953) هو ممثل فلسطيني. وصل إلى الإسكندرية هو وأخوه بدر لاما وهما من أصل فلسطيني حيث هاجرت عائلتهما إلى شيلي في أمريكا الجنوبية وكانا في طريقهما إلى فلسطين ومعهم معدات وأجهزة سنمائية كانت الأولى من نوعها في العالم العربي متوجهين إلى مدينة حيفا ولكنهما قررا الإقامة في الإسكندرية بسبب مرض إبراهيم في الطريق والعمل على إنتاج أفلام سينمائية مصرية، فأسسا لهذا الغرض شركة كوندور فيلم التي كان نشاطها في الإسكندرية عام 1926 وقام مع أخوه بدر لاما بإخراج أول فيلم عربي بعنوان قبلة في الصحراء عام 1927. وقد أنتجت شركتهما ما يقارب الـ 62 فيلماً في الفترة ما بين 1926 و1951. وقد رحل عن عالمنا في 14 مايو عام 1953

## أعمال

### أفلام
- عز الطلب (1937)

## روابط خارجية
- إبراهيم لاما على موقع IMDb (الإنجليزية)
- إبراهيم لاما على موقع قاعدة بيانات الأفلام العربية
- إبراهيم لاما على موقع قاعدة بيانات الفيلم (الإنجليزية)